# Chalcidoptera thermographa
Chalcidoptera thermographa is een vlinder uit de familie van de grasmotten (Crambidae). De wetenschappelijke naam van deze soort is voor het eerst gepubliceerd in 1912 door George Francis Hampson.
De soort komt voor in Liberia, Ethiopië, Congo-Kinshasa, Zambia, Zimbabwe en Zuid-Afrika.